# Valkyria Chronicles (computerspel)
Valkyria Chronicles is een tactisch rollenspel dat werd ontwikkeld en uitgegeven door Sega voor de PlayStation 3 in 2008.
In Europa werd op 17 mei 2016 een remaster uitgebracht voor de PlayStation 4. Het spel is ook op 16 oktober 2018 als digitale download uitgebracht voor de Switch. Deze latere versies bevatten ook de eerder uitgebrachte DLC-inhoud.
Valkyria Chronicles ontving diverse prijzen van spelmagazines. Het succes van het eerste spel leidde tot een hele franchise met enkele mangatitels en een animeserie. Er kwamen meerdere vervolgdelen uit voor de PlayStation Portable (PSP), PlayStation 4 en Vita.

## Spel
Het spel speelt zich af in een fictief gebied in Europa tijdens de beginjaren van de Tweede Wereldoorlog. Door de overvloed aan Ragnite-erts, die als vervanger van olie dient, wordt de neutrale regio Gallia aangevallen door de Oost-Europese Imperial Alliance. Spelers nemen de besturing over een eenheid van de Gallian Militia, die de invasie moet zien af te weren.

## Gameplay
Valkyria Chronicles is een tactisch rollenspel waarin de speler deelneemt aan een beurtelings gevechtssysteem. Wanneer de beurt aan de speler is krijgt deze een overzichtskaart te zien en kan inzoomen op elke individuele gevechtseenheid. Het spel is afgelopen wanneer alle troepen zijn uitgeschakeld, de hoofdtank is vernietigd, of wanneer het basiskamp van de speler is ingenomen door de vijand.

## Ontvangst
Het spel werd met positieve recensies ontvangen. Men was onder de indruk van het spelontwerp en de spannende momenten. Het spel won de prijs voor "Beste Artistieke Graphics" van GameSpot. De muziek werd onderscheiden met de prijs voor "Beste Originele Soundtrack" door GameSpy. Op 17 juni 2010 werd Valkyria Chronicles onderscheiden door het Guinness Book of Records voor "Beste strategie RPG" voor de PlayStation 3.

## Trivia
- Het spel is opgenomen in het boek 1001 Video Games You Must Play Before You Die van Tony Mott.